# Maximilian von Vintschgau
Maximilian Heinrich Christof Leopold Carl Ritter von Vintschgau zu Altenburg und Hohenhaus (* 4. November 1832 in Wilten bei Innsbruck; † 25. Juli 1913 in Steinach am Brenner) war ein österreichischer Physiologe. In Italien ist er auch, während seiner Zeit an der Universität Padua, unter dem Namen Massimiliano Vintschgau bekannt.

## Leben
Maximilian von Vintschgau stammte aus dem Südtiroler Geschlecht der Ritter von Vintschgau zu Altenburg und Hohenhaus, seine Eltern waren der Landmann und k.k. Postdirektor Josef von Vintschgau und Eleonora Marianna Margarita, geborene de Rosmini. Nach dem Studium der Medizin an den Universitäten in Padua und Wien, welches er am 4. März 1856 an der Universität Wien als Doktor der Medizin abschloss, wirkte er von 1856 bis 1857 als Assistent von Ernst Wilhelm Brücke am Physiologischen Institut der Universität Wien. Von 1857 bis 1866 war er an der Universität Padua tätig, anfangs als Dozent und ab 1860 als ordentlicher Professor der Physiologie, um dort ein physiologisches Institut aufzubauen. Ab 1867 hielt er Vorträge über Physiologie an der Universität in Prag, bis er 1870 zum ordentlichen öffentlichen Professor für Physiologie an die Universität Innsbruck berufen, welche Stellung er bis zu seiner Emeritierung 1902 innehatte. Während dieser Zeit bekleidete er fünfmal das Dekanat der medizinischen Fakultät und in den Jahren 1874/75 und 1881/82 das Rektorat der Universität Innsbruck, mit welcher auch eine Virilstimme im Tiroler Landtag verbunden war.
Maximilian von Vintschgau war Ritter des österreichischen Ordens der Eisernen Krone III. Klasse. Am 8. Juni 1862 wurde er mit dem Beinamen Spallanzani in die Leopoldina aufgenommen. 1896 erfolgte die Ernennung zum Hofrat.
Am 7. August 1872 heiratete Maximilian von Vintschgau Agnes Maria Anna Benedicta, Tochter des k.k. Kämmerers und Hofrates Wenzel Alois Grafen von Gleispach und Benedetta, geborene Gräfin Ciurletti von Belfonte.

## Werke
Maximilian von Vintschgau veröffentlichte mehr als 50 Arbeiten, anfangs in italienischer und später in deutscher Sprache. Die meisten seiner Abhandlungen erschienen in Pflügers Archiv für Physiologie und in den Sitzungsberichten der kaiserlichen Akademie der Wissenschaften in Wien.
Seine ersten Arbeiten beschäftigten sich vorwiegend mit histologischen Themen. Daran schließen sich seine ersten rein physiologischen Arbeiten, speziell über den Geschmacks-, den Geruchs- und den Temperatursinn. Eine Reihe weiterer Untersuchungen befasste sich mit den zeitlichen Beziehungen der im Nerv-Muskelsystem und Hirn ablaufenden Erregungsvorgänge, vor allem der Bestimmung der Verzögerungszeit. Ein weiteres Schaffensfeld waren seine Untersuchungen zur Farbenlehre, im Speziellen der partiellen Farbenblindheit. Eine letzte Reihe von Arbeiten beschäftigte sich mit der Herztätigkeit.